# Моріс ЛаМарш
Моріс ЛаМарш (англ. Maurice LaMarche; нар. 30 березня 1958, Торонто, Канада) — канадський актор озвучування та комік. Дворазовий лауреат премії «Еммі» та премії «Енні».
Відомий роботами з озвучування мультсеріалів «Гей, Арнольде!», «Футурама», «Екстремальні мисливці за привидами», «Пінкі та Брейн», тощо.

## Біографія
Народився в Торонто, в родині Гая ЛаМарша та Лінди Боурдон. Незабаром після народження родина переїхала в Тіммінс. З дитинства Моріс захоплювався мультфільмами та телепередачами. В старшій школі він почав сольні виступи як стендап-комік на «вечорах естради». Одним з партнерів та однокласників Моріса був майбутній актор-комік Майк Маєрс
.
У віці 19 років Моріс дебютував зі своїм виступом в Нью-Йорку, а через два роки він переїхав у Лос-Анджелес щоб продовжити кар'єру там. У 1980 році він дебютував як актор озвучки. 
У 1985 році він запрошення взяти участь у постановці від HBO «9-го щорічного випуску молодих комедіантів від Родні Денджерфілда», де також виступили Боб Сагет, Яков Смірнофф, Луї Андерсон та Сем Кінісон. Загалом у період своєї кар'єри Моріс часто виступав на розігріві у таких коміків, як Родні Денджерфілда, Джорджа Карліна і Донни Саммер, здебільшого на сценах в Лас-Вегасі та Атлантік-Сіті.
9 березня 1987 року батька Моріса, Гая ЛаМарша, було застрелено другом сім'ї в холі готелю, в присутності багатьох свідків. Смерть батька призвела Моріса до депресії і алкоголізму, на деякий час він призупинив роботу. Через три роки його спідкав інший удар — у вересні 1990 року його 18-річна сестра загинула в автокатастрофі. Після цього актор повністю припинив живі виступи, зосередившись на озвучці мультфільмів та відеоігор.

## Обрана фільмографія

### Озвучування мультфільмів
- 1992 — Пригоди мультяшок:Як я провів канікули — Діззі/Девід Леттерман/Гораціо/інші персонажі
- 1994 — Помпоко: Війна танукі в період Хейсей — оповідач за кадром (англійський дубляж)
- 1996 — Усі собаки потрапляють до раю 2 — офіцер в бюро знахідок
- 2002 — Балто 2: У пошуках вовка — Балто
- 2002 — Том і Джеррі: Чарівне кільце — Спайк/Бутч
- 2002 — Арнольд! — Великий Боб Патакі/голова охоронця
- 2004 — Балто 3: Крила перемін — Балто/лосі
- 2006 — Роги і копита — Ігг
- 2007 — Футурама: Велика оборудка Бендера — Кіф Кумкало/другорядні персонажі
- 2008 — Футурама: Звір з мільярдом спин — Кіф Кумкало/Калькулон/Морбо/другорядні персонажі
- 2008 — Футурама: Гра Бендера — Волт/Вальтазар/другорядні персонажі
- 2008 — Русалонька: Дитинство Аріель — Скаттл
- 2008 — Мертвий космос: загибель — Вайт/Баварро
- 2009 — Футурама: В дикі зелені далі — Кіф Кумкало/Калькулон/Морбо/другорядні персонажі
- 2012 — Ральф-руйнівник — бармен
- 2016 — Зоотрополіс — Пан Велет

### Озвучування мультсеріалів
- Інспектор Гаджет — Шеф Квімбі
- Команда рятувальників Капітана Планети — Скамм / Дюк Нькем / доктор
- Пінкі та Брейн — Брейн
- Лабораторія Декстера — різні персонажі
- Гей, Арнольде! — Великий Боб Патакі / Жак / поліцейський / різні персонажі
- Екстремальні мисливці за привидами — Ігон Спенглер
- Футурама — Кіф Кумкало/Калькулон/Морбо/другорядні персонажі
- Пригоди Джекі Чана — другорядні персонажі
- Кім Всеможу — професор Акарі
- Скубі-Ду: Корпорація «Загадка» — другорядні персонажі
- My Little Pony: Дружба — це диво — Канцлер Нейсеєр
- Панда Кунг-Фу: Легенди крутості — вовк Гей Ланг

### Відеоігри
| Рік     | Назва                                                    | Роль                                                              | Примітки                                  |
| ------- | -------------------------------------------------------- | ----------------------------------------------------------------- | ----------------------------------------- |
| 1994    | The Great Math/Word/Reading Adventure                    | Скунс Стінкі                                                      |                                           |
| 1994    | Storybook Weaver                                         | Тукан Сем, Віллі Вонка                                            | епізод: «Horton Hatches the Egg»          |
| 1995    | Battle Beast                                             | Жаба                                                              |                                           |
| 1995    | Full Throttle                                            | Нестор                                                            |                                           |
| 1996    | Mortimer and the Riddles of the Metallion                | Лодій, горбатий кит, лев, морж                                    |                                           |
| 1996    | Arcade America                                           | Додаткові голоси                                                  |                                           |
| 1997    | Star Warped                                              | Додаткові голоси                                                  |                                           |
| 1998    | Microshaft Winblows 98                                   | Додаткові голоси                                                  |                                           |
| 1998    | The Junkyard Run                                         | Йосеміт Сем                                                       |                                           |
| 1998    | Animaniacs Game Pack                                     | Мозок, Бригадир                                                   |                                           |
| 1999    | Descent 3                                                | Додаткові голоси                                                  |                                           |
| 1999    | Fisher-Price: Outdoor Adventures: Ranger Trail           | Рейнджер Рубі                                                     |                                           |
| 2000    | 102 Dalmatians: Puppies to the Rescue                    | Горацій                                                           |                                           |
| 2000    | Looney Tunes Racing                                      | Йосеміт Сем                                                       |                                           |
| 2000    | Looney Tunes: Space Race                                 | Йосеміт Сем                                                       |                                           |
| 2000    | Baldur's Gate II: Shadows of Amn                         | Йошімо, Ренал Бладскальп, головний інспектор Брега, Ллойд, Гендак |                                           |
| 2000    | Stupid Invaders                                          | Етно Поліно, Санта-Клаус, Комп'ютер                               |                                           |
| 2000    | Bugs Bunny & Taz: Time Busters                           | Йосеміт Сем                                                       |                                           |
| 2001    | Sheep Raider                                             | Йосеміт Сем                                                       |                                           |
| 2001    | Star Trek: Starfleet Command: Orion Pirates              | Додаткові голоси                                                  |                                           |
| 2002    | Taz: Wanted                                              | Йосеміт Сем                                                       |                                           |
| 2002    | Disney Golf                                              | Мортімер Маус                                                     |                                           |
| 2003    | Freelancer                                               | Додаткові голоси                                                  |                                           |
| 2003    | Futurama                                                 | Додаткові голоси                                                  |                                           |
| 2003    | Looney Tunes: Back in Action                             | Йосеміт Сем, Блек Жак Шеллак                                      |                                           |
| 2004    | Storybook Weaver                                         | Тукан Сем, Віллі Вонка                                            | Segment: "Horton Hatches the Egg"         |
| 2005    | Animaniacs: The Great Edgar Hunt                         | Мозок, Ігор                                                       |                                           |
| 2005    | Codename: Kids Next Door – Operation: V.I.D.E.O.G.A.M.E. | Батько, Цукерковий Пірат                                          |                                           |
| 2006    | Open Season                                              | Босвелл, Дак                                                      |                                           |
| 2006    | The Grim Adventures of Billy & Mandy                     | Джек-Ліхта́р                                                       |                                           |
| 2006    | Xiaolin Showdown                                         | Майстер Фунг                                                      |                                           |
| 2007    | Catscratch                                               | Говіс                                                             |                                           |
| 2007    | Guild Wars: Eye of the North                             | Векк                                                              | сюжетне доповнення                        |
| 2007    | Looney Tunes: Acme Arsenal                               | Форгорн Легорн, Йосеміт Сем                                       |                                           |
| 2007    | The Simpsons Game                                        | Вільям Шекспір                                                    |                                           |
| 2008    | Harvey Birdman: Attorney at Law                          | Додаткові голоси                                                  |                                           |
| 2008    | Looney Tunes: Cartoon Conductor                          | Йосеміт Сем                                                       |                                           |
| 2008    | Crash: Mind over Mutant                                  | Доктор Нітрус Бріо                                                |                                           |
| 2008    | Tak and the Guardians of Gross                           | Шеф                                                               |                                           |
| 2009    | Cartoon Network's FusionFall                             | Батько                                                            |                                           |
| 2010    | Marvel Super Hero Squad: The Infinity Gauntlet           | Магнето                                                           |                                           |
| 2011    | Batman: Arkham City                                      | Містер Фріз, Людина Календар, Політичний в'язень                  |                                           |
| 2011    | Star Wars: The Old Republic                              | Генерал Вар Сутра, Локс, Візер                                    |                                           |
| 2012    | Sorcerers of the Magic Kingdom                           | Горацій                                                           |                                           |
| 2012    | Kingdom Hearts 3D: Dream Drop Distance                   | Бігль                                                             |                                           |
| 2013    | Baldur's Gate II: Enhanced Edition                       | Йошімо, Ренал Бладскальп, головний інспектор Брега, Ллойд, Гендак |                                           |
| 2013–15 | серія Skylanders                                         | Нічна зміна, Дайв Клопс                                           |                                           |
| 2013    | Batman: Arkham Origins                                   | Містер Фріз, Сайрус Пінкні                                        | Cold, Cold Heart DLC                      |
| 2014    | Skylanders: Trap Team                                    | Нічна зміна                                                       |                                           |
| 2015    | Batman: Arkham Knight                                    | Містер Фріз                                                       | Season of Infamy DLC                      |
| 2016    | Batman: Arkham Underworld                                | Містер Фріз                                                       |                                           |
| 2016    | Kingdom Hearts HD 2.8 Final Chapter Prologue             | Бігль                                                             |                                           |
| 2017    | Crash Bandicoot N. Sane Trilogy                          | Н. Бріо                                                           | За виключенням Warped                     |
| 2020    | Marvel Ultimate Alliance 3: The Black Order              | Доктор Дум                                                        | доповнення Fantastic Four: Shadow of Doom |
| 2021    | Crash Bandicoot: On the Run!                             | Н. Бріо                                                           |                                           |